# Proteste nella Federazione Russa del 2021
«Liberate Naval'nyj» sono state delle manifestazioni e proteste a sostegno del leader dell'opposizione russa Aleksej Naval'nyj dopo il suo arresto e l'uscita del film della sua Fondazione Anti-corruzione Palazzo per Putin, che ruota attorno al collegamento tra il presidente Vladimir Putin e un palazzo che si presume venga costruito per lui. Il primo giorno si sono svolte proteste in 198 città di tutta la Russia in quella che è stata una delle più grandi manifestazioni antigovernative dai tempi delle proteste russe 2011-2013.
Il 2 febbraio, Naval'nyj viene condannato a 3,5 anni di carcere. 
Il 4 febbraio, Leonid Volkov, capo del partito di Naval'nyj «Russia del Futuro», ha dichiarato di non avere intenzione di tenere ulteriori proteste fino alla primavera o all'estate per concentrarsi sulle imminenti elezioni parlamentari nel corso dell'anno. Ha anche affermato che la squadra di Naval'nyj avrebbe utilizzato "metodi di politica estera" per fare pressione sul governo affinché rilasci Naval'nyj. Il 9 febbraio, tuttavia, Volkov ha annunciato la continuazione delle proteste il 14 febbraio, spostandosi dalle strade ai cortili nella speranza di evitare il confronto diretto con la polizia.
Il 12 febbraio il segretario generale del Partito Comunista della Federazione Russa Gennadij Zjuganov ha annunciato nuove proteste per il 23 febbraio. Successivamente le manifestazioni furono annullate dal Comitato Centrale del PC. 
Secondo l'istituto sociologico Levada Center, il 37% dei russi sostenevano le proteste, mentre il 39% erano contrari.

## Antefatti
Il 20 agosto 2020, Naval'nyj è stato ricoverato in gravi condizioni dopo essersi ammalato di un agente nervino durante un volo da Tomsk a Mosca. È stato evacuato dal punto di vista medico a Berlino e dimesso il 22 settembre. L'uso di un agente nervino Novichok è stato confermato dall'Organizzazione per la proibizione delle armi chimiche (OPCW).
Il 17 gennaio 2021, Naval'nyj è tornato in Russia, dove è stato immediatamente arrestato con l'accusa di aver violato i termini di una pena detentiva sospesa.
Il 19 gennaio, mentre era in prigione, è stata pubblicata un'indagine di Naval'nyj e della sua Fondazione Anti-corruzione (FBK), accusando Putin di corruzione. Il video ha anche esortato le persone a scendere in piazza. Prima che iniziassero le proteste, il video ha ricevuto oltre 60 milioni di visualizzazioni su YouTube.

## Eventi

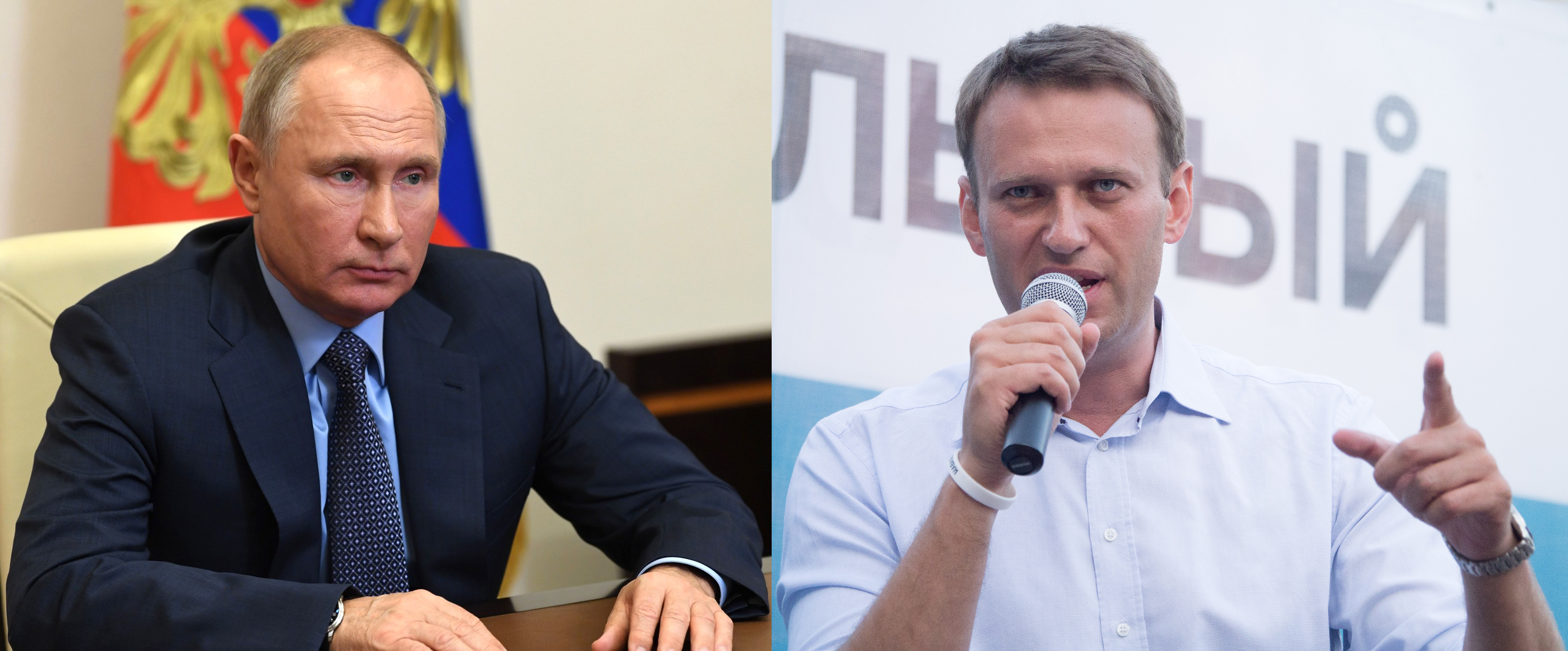
Vladimir Putin, Presidente della Federazione Russa (a sinistra) Aleksej Naval'nyj, leader dell'opposizione russa (a destra)

### 23 gennaio
Secondo Reuters, si stima che almeno 50 000 manifestanti si siano riuniti a Mosca. La polizia antisommossa di Mosca ha iniziato a spezzare la protesta e arrestare i partecipanti prima che fosse programmato per iniziare. La moglie di Aleksej Naval'nyj, Julija Naval'naja, e la sua alleata Ljubov' Sobol', sono stati arrestati a Mosca dopo aver partecipato alle proteste. Sono scoppiati scontri tra polizia e manifestanti.

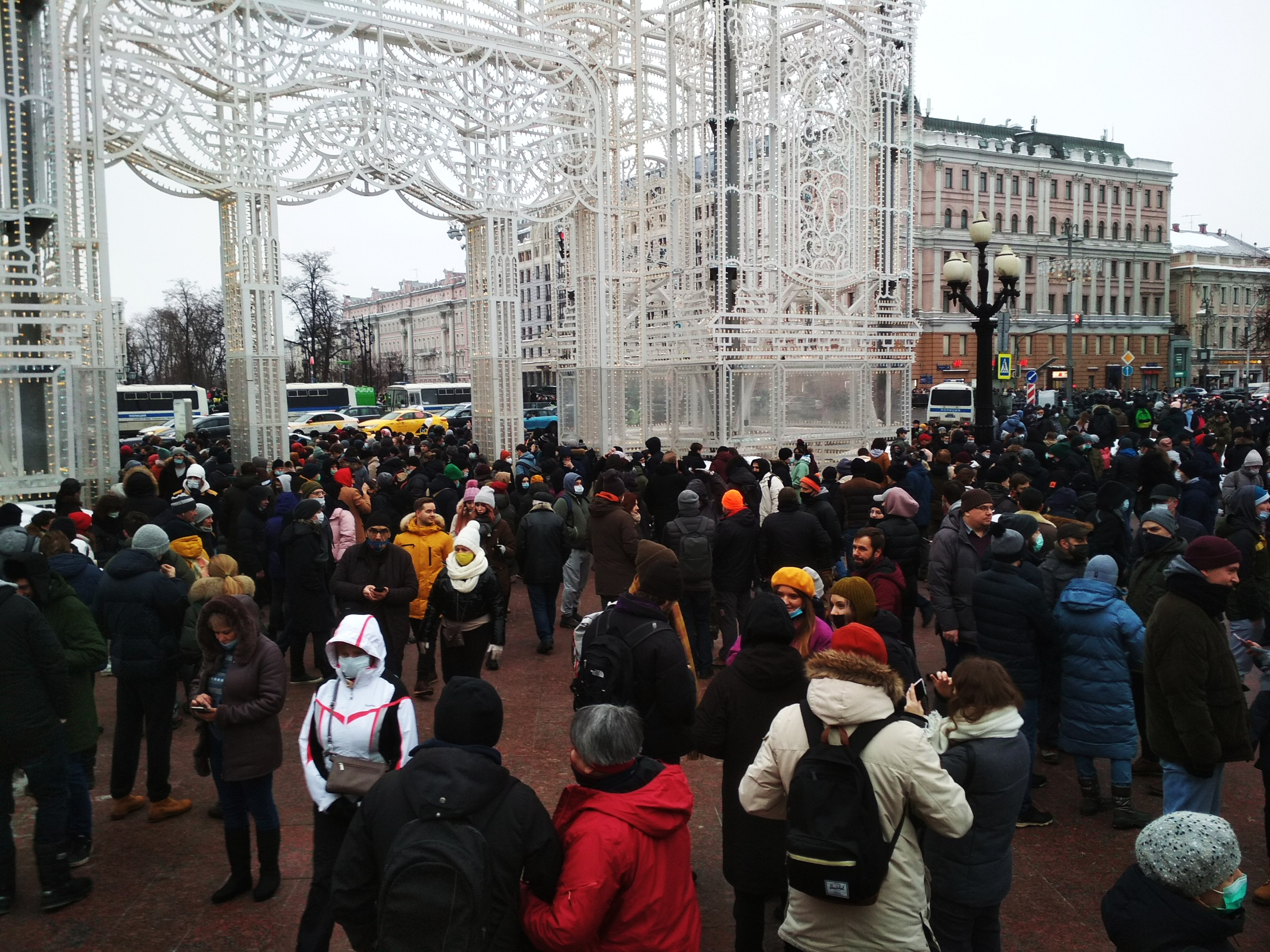
Riunioni dei manifestanti a Mosca

Secondo Novaja Gazeta, fino a 5 000 manifestanti si sono riuniti a Vladivostok, circa 2 000 si sono riuniti a Chabarovsk e circa 12 000 manifestanti hanno marciato lungo la Bol'šaja Pokrovskaja a Nižnij Novgorod.

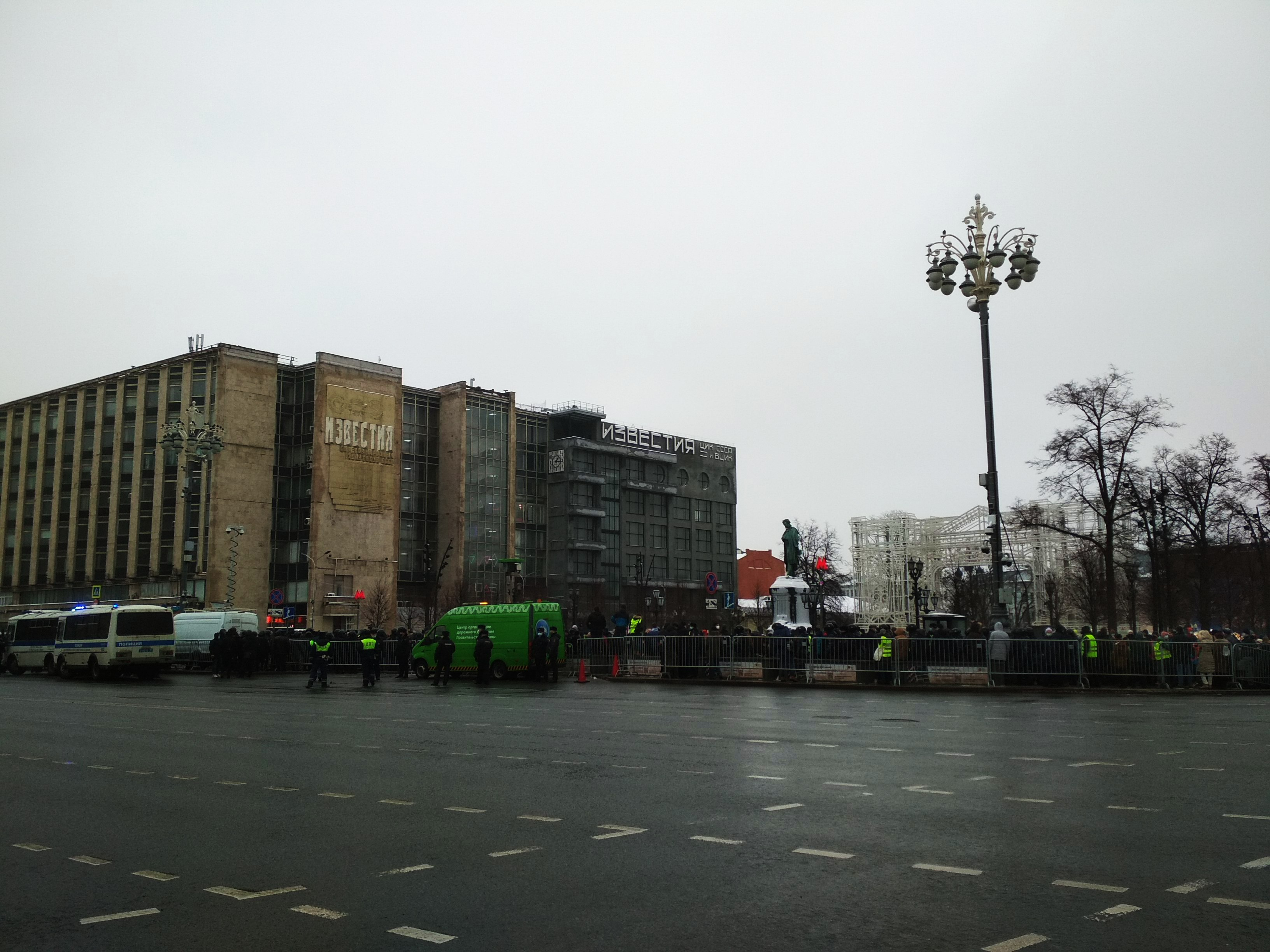
Proteste a San Pietroburgo

Secondo Tayga.info, fino a 8 000 manifestanti si sono riuniti a Novosibirsk. La polizia ha interrotto la protesta usando la forza. Secondo OVD-Info, oltre 100 persone in città sono state arrestate.

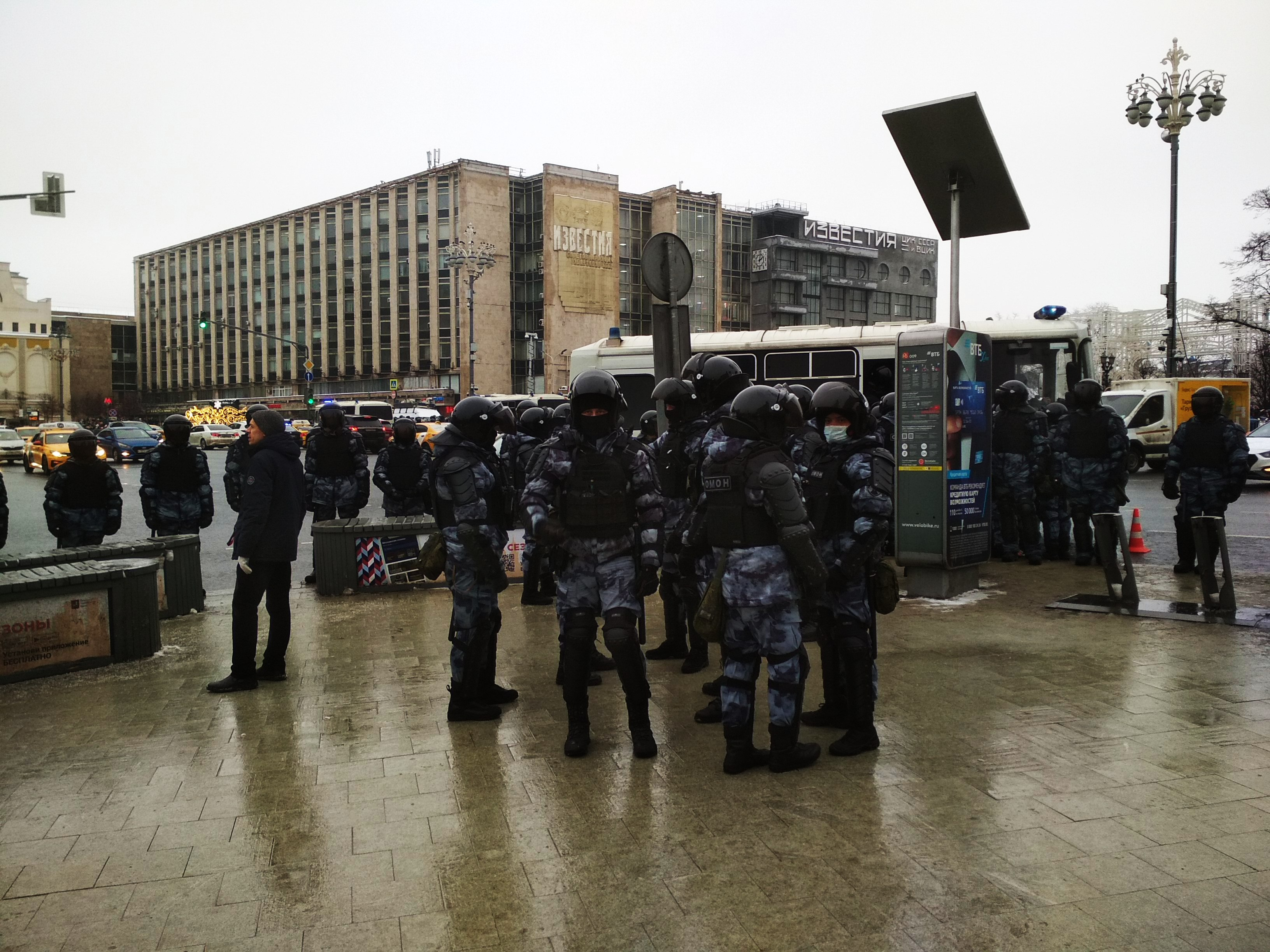
Antisommossa a Mosca

Le stime del numero di manifestanti a Ekaterinburg variavano tra 7 000 e 15 000. Sono scoppiati scontri tra polizia e manifestanti, con agenti che sarebbero stati presi di mira con palle di neve e granate fumogene.
Le stime del numero di manifestanti in Perm' variavano tra 5 000 e 15 000.
In alcune città russe si sono verificate interruzioni di rete Internet e di telefonia mobile. Sono stati segnalati problemi di comunicazione in città quali Mosca, San Pietroburgo, Krasnodar, Tjumen', Čeljabinsk, Ekaterinburg, Voronež, Rostov sul Don e Saratov. Gli utenti di Twitter in Russia hanno anche segnalato problemi di accesso alla rete.

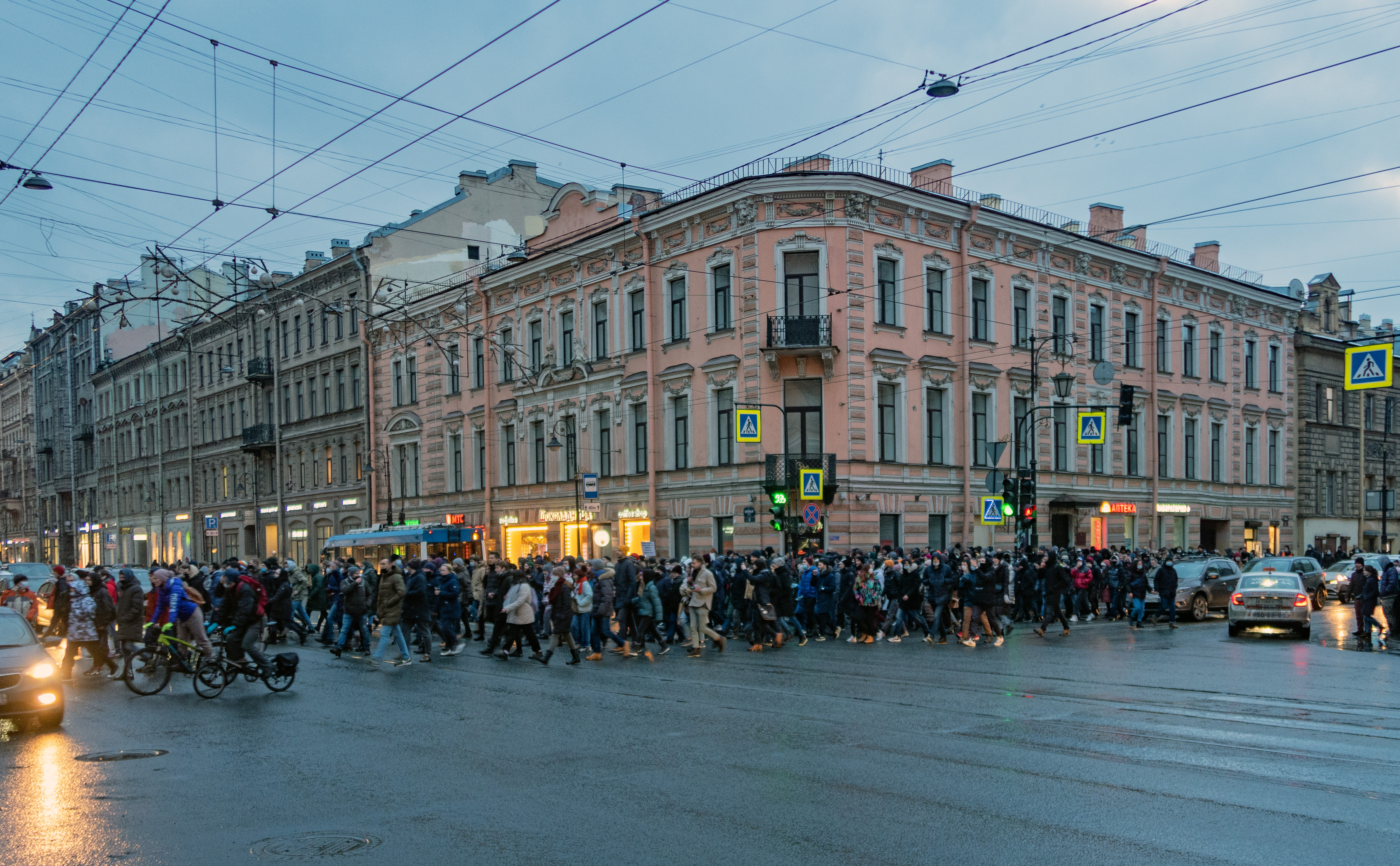
Manifestazioni a San Pietroburgo

Secondo OVD-Info, durante le proteste sono state arrestate 4 462 persone.
Il vice di Naval'nyj, Leonid Volkov, ha dichiarato che il partito Russia del Futuro prevede di organizzare proteste il prossimo fine settimana.

### 2 febbraio

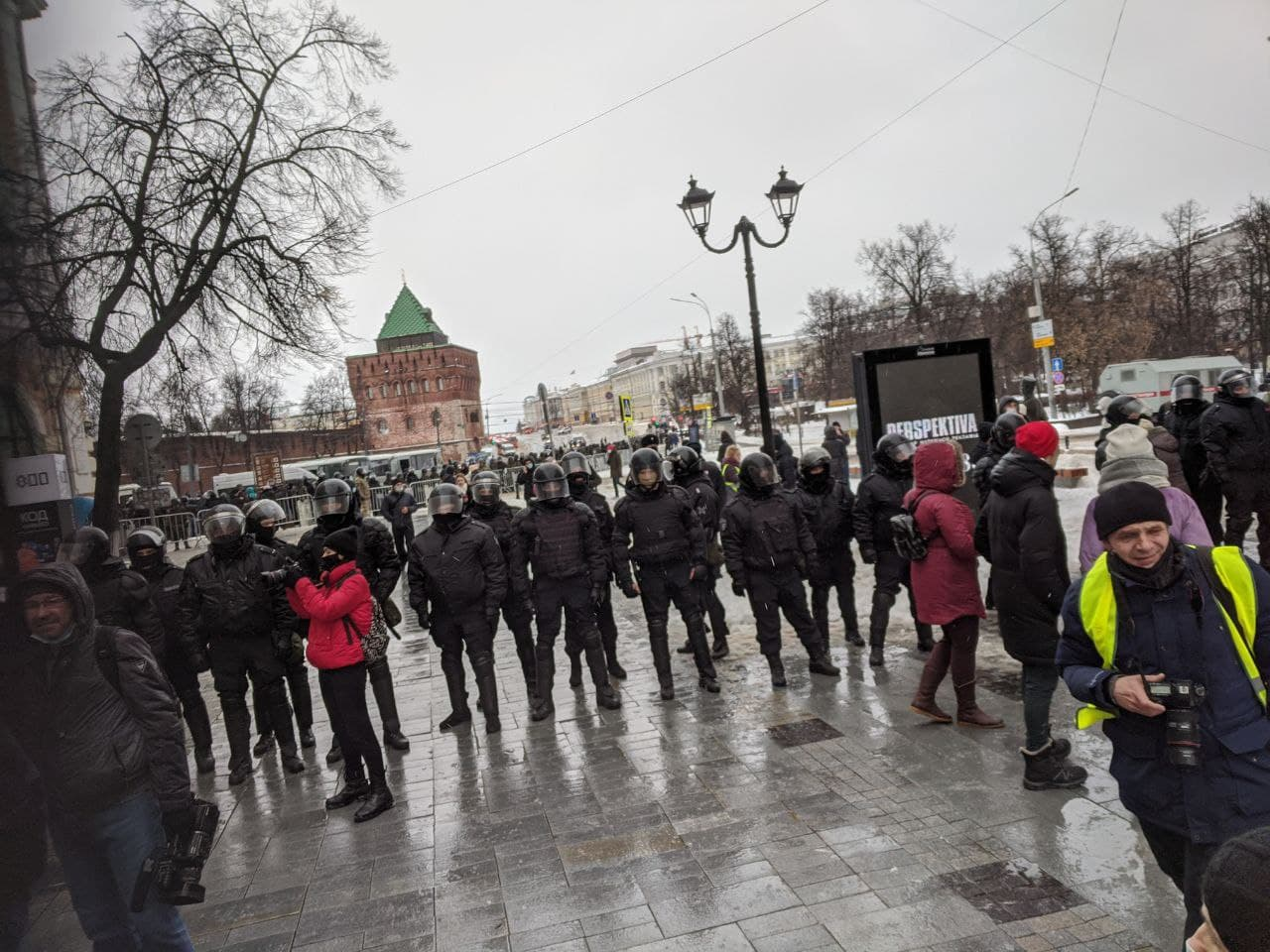
OMON per le strade di Nižnij Novgorod

I sostenitori di Naval'nyj si sono riuniti davanti al Tribunale della città di Mosca, dove il tribunale stava valutando una richiesta del Servizio penitenziario federale (FSIN) per sostituire la condanna sospesa di Naval'nyj con una pena detentiva. Naval'nyj è stato accusato di aver violato una pena sospesa ricevuta nel 2014 mentre si trovava in Germania, una sentenza che la Corte europea dei diritti dell'uomo (CEDU) nel 2017 aveva precedentemente giudicato "arbitraria e irragionevole". Secondo OVD-Info, 354 persone erano detenute, di cui quattro a Iževsk.
Il tribunale ha stabilito che la condanna a tre anni e mezzo sospesa di Naval'nyj doveva essere sostituita con una pena detentiva, meno il tempo trascorso agli arresti domiciliari, il che significa che avrebbe trascorso più di due anni e mezzo in una colonia penale.
A seguito del verdetto, il partito di Naval'nyj ha chiesto proteste immediate vicino al Cremlino. Un gran numero di poliziotti antisommossa sono stati schierati nella piazza e in altre aree del centro di Mosca. La Piazza Rossa è stata chiusa in precedenza. Anche le stazioni della metropolitana sono state chiuse. Circa un migliaio di manifestanti si sono radunati in Tverskaja ulica e si stima che duemila abbiano marciato lungo Petrovskij Pereulok. Il gruppo principale di manifestanti si è poi diretto verso Piazza Puškin. La polizia ha disperso i manifestanti con la forza e ci sono stati casi di violenza da parte della polizia.
A San Pietroburgo le stazioni della metropolitana Gostinyj Dvor, Nevskij Prospekt, Majakovskaja e Ploščad' Vosstanija sono state successivamente chiuse.
Secondo OVD-Info, in totale sono state arrestate 1 463 persone, di cui oltre 1 180 a Mosca e 280 a San Pietroburgo.
Il 4 febbraio, Leonid Volkov, capo del partito di Naval'nyj «Russia del Futuro», ha dichiarato di non avere intenzione di tenere ulteriori proteste fino alla primavera o all'estate per concentrarsi sulle imminenti elezioni parlamentari nel corso dell'anno. Ha anche affermato che la squadra di Naval'nyj avrebbe utilizzato "metodi di politica estera" per fare pressione sul governo affinché rilasci Naval'nyj. Il 9 febbraio, tuttavia, Volkov ha annunciato la continuazione delle proteste il 14 febbraio, spostandosi dalle strade ai cortili nella speranza di evitare il confronto diretto con la polizia.

### 14 febbraio
Diverse azioni contro la repressione si sono svolte in Russia il giorno di San Valentino. Nell'azione chiamata "L'amore è più forte della paura" organizzata da Russia del Futuro, durante la serata si sono svolte proteste in cortile in tutta la Russia. Un medico che ha lavorato in un ospedale per il coronavirus a Mosca ha condiviso una foto di lui che prendeva parte alla protesta con la torcia, ma ha detto che è stato licenziato il giorno successivo, dicendo "questo è quello che fanno a tutti i dissidenti in Russia".
A Mosca, centinaia di donne hanno formato una "catena di solidarietà" lungo via Arbat per sostenere la moglie di Naval'nyj e le donne vittime della repressione, ispirandosi alle proteste guidate dalle donne nelle proteste bielorusse. Nonostante non fosse autorizzato, non c'era la presenza della polizia. Una catena umana simile ha avuto luogo a San Pietroburgo presso la Voskresenskaja Naberežnaja.
Una manifestazione autorizzata contro la repressione si è tenuta a Kazan' in Millennium Square, organizzata dai rappresentanti di Jabloko, Partito della Libertà Popolare e del Partito Comunista. Le autorità hanno consentito fino a 200 partecipanti, citando le restrizioni del coronavirus, tuttavia Kommersant ha riferito che circa 3 000 persone hanno partecipato alla manifestazione. I manifestanti hanno chiesto il rilascio di prigionieri politici, incluso Naval'nyj.
Secondo OVD-Info, quel giorno furono detenute 69 persone in totale. Il portavoce del Cremlino Dmitrij Peskov ha detto che non ci sono stati arresti di massa perché le azioni pro-Naval'nyj si sono svolte senza violare la legge.

### 27 febbraio
Il 15 febbraio 2021, i rappresentanti del «Partito della Libertà Popolare» hanno presentato un avviso all'ufficio del sindaco di Mosca circa lo svolgimento di una marcia in memoria di Boris Nemcov il 27 febbraio. Nella domanda "Parnas" elenca gli obiettivi della marcia. Oltre alla richiesta di portare in tribunale gli organizzatori ei clienti dell'omicidio di Nemcov, vogliono esprimere il loro sostegno ad Aleksej Naval'nyj e chiedere il suo rilascio e di altri prigionieri politici.